# تئاتر ملی سروانتس

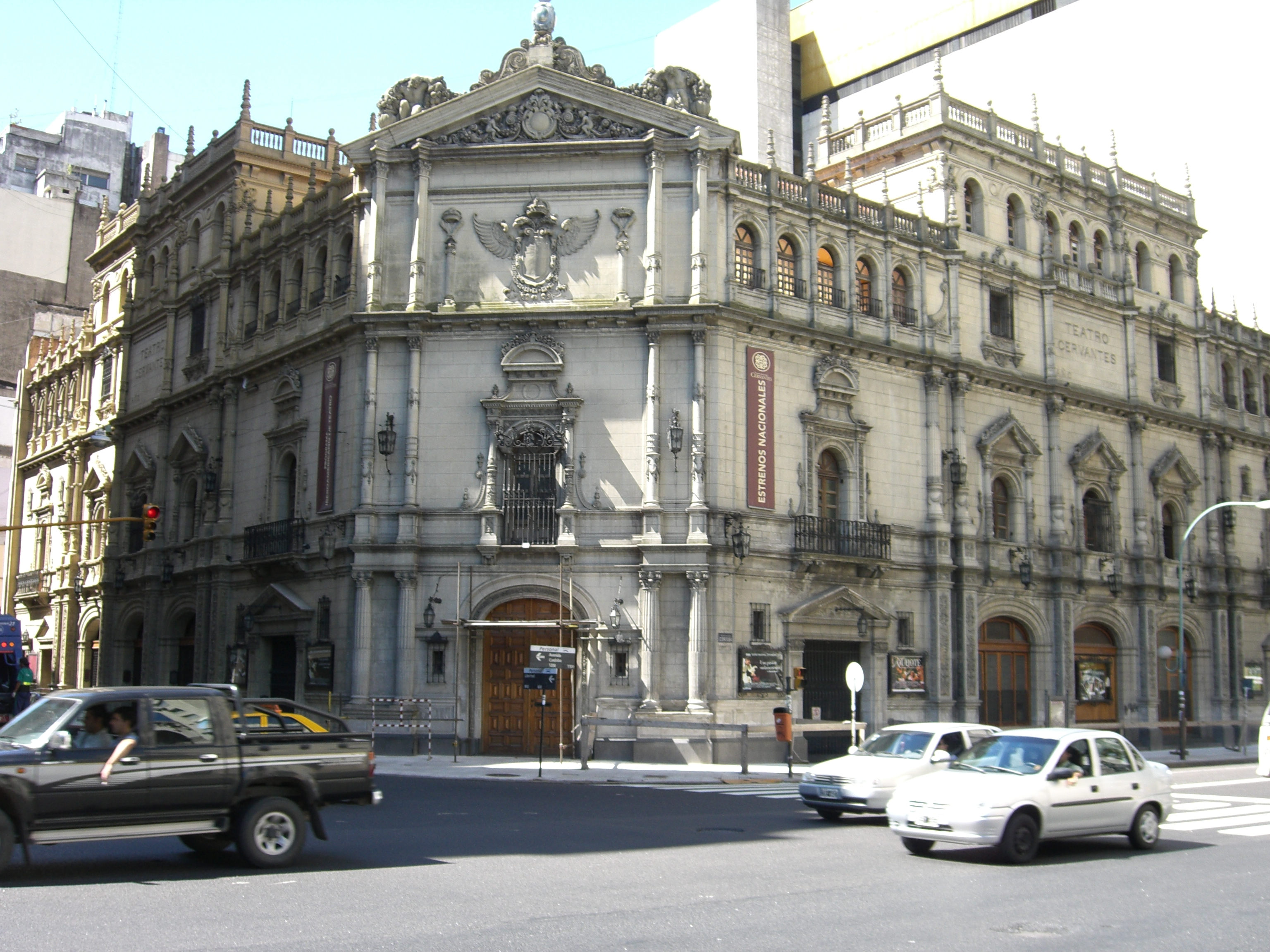
تئاتر سروانتس، بوینس آیرس.

تئاتر ملی سروانتس که همچنین به عنوان تئاتر ملی بوینس آیرس نیز شناخته می‌شود، در شهر بوینس آیرس قرار دارد و تنها تئاتر ملی آرژانتین است. در سال ۱۹۹۵ به عنوان یادبود تاریخی ملی با قانون شماره ۲۴٬۵۷۰ ثبت شد.

## نمای کلی
این تئاتر در خیابان کوردووا و دو بلوک شمالی خانه اپرای مشهور بوینس آیرس، تئاتر کلن واقع شده‌است که دارای سه سالن است. سالن ماریا گرررو سالن اصلی تئاتر است.